# ドイツ王国

ドイツ王国
Regnum Alamanie (ラテン語)

1004年のドイツ王国

ドイツ王国（ドイツおうこく、ラテン語: Regnum Alamanie / Regnum Teutonicum、ドイツ語: Reich der Deutschen）は、通常は9世紀から10世紀に現在のドイツを中心とする地域を支配した東フランクに成立し、10世紀に成立する神聖ローマ帝国の中核となったドイツ人の王国を指す。ただし、中世や近世では公式にはこの言葉は用いられず、史料では単に「王国（regnum）」と呼ばれた。また、ドイツで最も古くに「ドイツ王国（regnum Teutonicorum）」の語が用いられたのは、『ザルツブルク年代記（Annales iuvavenses）』においてであるが、実際にこの語が使われたのは11世紀以降と考えられている。

## 成立
東フランク王国からドイツ王国の形成は、東フランク王国がフランク人以外のアレマン人、バイエルン人、チューリンゲン人、ザクセン人、フリース人などの定住地まで次第に領域を拡げていく長期の過程の中で、多くの段階を経て進み、同時代人はほとんど意識していなかったと考えられている。このため、ドイツ王国の成立時期に関しては、議論が分かれるところであり、具体的に述べることは困難とされている。
ドイツ王国の成立過程における重要な事柄として、843年のヴェルダン条約による東フランク王国の成立、911年のルートヴィヒ4世の死によるカロリング朝の断絶とコンラート1世の国王選出、919年の非フランク人であるザクセン人のハインリヒ1世の国王選出、そして936年のオットー1世の国王即位により王国分割の慣例が完全に廃止され、アーヘンの即位式に全ドイツ部族の代表者が参加したことが挙げられる。シュルツェはドイツ王国と東フランク王国を区別する特徴としておよそ次の項目を挙げており、これをもとにドイツ王国への移行はおおよそザクセン朝の王たちによってなされ、10世紀にはドイツ王国は成立していたと結論づけている。
- カロリング家の断絶による王国分割の慣行の廃止
- フランク人以外の部族の国王選出への参加とそれらの民族を含めた王国の形成
- オットー1世のアーヘンでの戴冠などのカロリング朝王国への理念回帰
- 部族大公領の形成
- 国王による教会支配の強化

また、9世紀末から王国の文化的活動の中心地となったザンクト・ガレン修道院やマインツにおいては、フランク語由来の言語「lingua theodisca」に代わり、それと原ゲルマン語の融合した言語「lingua teutonica」が用いられるようになり、この言語面での変化も東フランク王国からドイツ王国への移行段階の一つととらえられている。